# Valeri Bojinov
Valeri Bojinov (en bulgare Валери Божинов), né le 15 février 1986 à Gorna Oryahovitsa, est un ancien footballeur international bulgare évoluant au poste d'attaquant.

## Carrière
À l'âge de 12 ans, Bojinov déménage à Malte avec sa mère Pepa. Le jeune Valeri rejoint le club de Pietà Hotspurs FC et est rapidement repéré par les recruteurs de l'US Lecce, qui l'emmènent en Italie à l'âge de 14 ans.
Le 27 janvier 2002, Bojinov devient le plus jeune joueur étranger à débuter en Serie A lors de la venue de Brescia. Il est alors âgé de 15 ans, onze mois et 12 jours.  
Lecce est relégué cette saison, mais le jeune bulgare fait déjà ses 15 premières apparitions à 16 ans seulement. 
Le 11 janvier 2004, Lecce est de retour en Serie A et il devient le plus jeune joueur étranger à marquer dans ce championnat, à l'âge de 16 ans.
Gianluca Vialli, a dit de Bojinov: « C'est meilleur que Christian Vieri à son âge ».
Lors de la saison 2004-2005, Bojinov se révèle à 18 ans en marquant 11 buts en 20 apparitions avec un club modeste comme Lecce et forme une superbe paire d'attaquant avec Mirko Vučinić.
À la fin de la saison, la Fiorentina recrute le jeune prodige pour la somme de 13 millions d'Euros. Malheureusement, il est victime d'une blessure qui va l'éloigner des terrains durant une grosse partie de la saison.
La saison suivante, il fait de nombreuses apparitions (27) mais n'est pas titulaire (13 fois seulement) et parvient à inscrire 6 buts.
Perdant peu à peu la confiance de son entraîneur, Bojinov, surnommé Bojo, Toro seduto ou encore Piccolo Budda, est prêté une saison à la Juventus Football Club qui vient d'être reléguée en Serie B, à la suite du scandale des matchs truqués.
En Serie B, la Juventus a perdu beaucoup de joueurs (Zambrotta, Thuram, Cannavaro, Vieira, Ibrahimović) mais a aussi conservé une solide ossature comme Buffon, Pavel Nedvěd, Camoranesi et surtout le duo d'attaquant historique Del Piero-Trezeguet. 
Le nouvel entraîneur Didier Deschamps ne lui fait que très peu confiance et Bojinov ne fait que quelques bouts de matchs, pourtant souvent intéressants puisqu'il réussit, toutefois, à inscrire 7 buts. On peut supposer un conflit avec Deschamps étant donné le caractère des deux hommes. 
À l'inter-saison, ni la Juventus ni la Fiorentina ne souhaite le conserver. Il est alors vendu à Manchester City pour 10 M€ entraîné par Sven-Göran Eriksson où il retrouve son compagnon de sélection Martin Petrov, pour 8,5 millions d'Euros.
Dès son premier match en tant que titulaire de la saison 2007-2008, lors du derby contre Manchester United, il est victime d'une déchirure des ligaments du genou lors d'un duel avec Patrice Évra, qui l'éloigne des terrains durant plus de 7 mois. Lors de son retour il est victime d'une nouvelle grave blessure et ne rejoue quelques minutes qu'à la fin de la saison 2008-2009.
Face au recrutement de plusieurs grands attaquants à l'intersaison (Carlos Tévez, Emmanuel Adebayor), Bojinov décide de se faire prêter à Parme pour avoir du temps de jeu afin de retrouver la sélection nationale après deux ans de blessures. En juillet 2010, un transfert définitif est signé.
Après une saison plus que moyenne à Parme il est transféré au Sporting CP avec un contrat de 5 ans. Il fait ses débuts sous le maillot du Sporting le 25 août 2011 contre Nordsjælland en Ligue Europa, mais doit attendre le 24 octobre 2011 pour débloquer son compteur en inscrivant un doublé contre Gil Vicente en marquant aux 79e et 92e, clôturant ainsi la démonstration du Sporting qui s'impose 6 à 1. Le 1er décembre 2012, il inscrit son premier but européen avec le Sporting contre le FC Zürich. Critiqué pour son manque d'efficacité, Bojinov sera prêté pour la deuxième partie de saison. Fin janvier 2012, il est prêté pour 6 mois à l'US Lecce. Le 22 avril 2012, il permet à son équipe d'égaliser à la 91e minute sur la pelouse de la Lazio après être entré à la 87e.
En 2012-2013, non désiré au Sporting, il est de nouveau prêté en Italie par le club portugais, au Hellas Vérone, en Serie B. Non convoqué lors des dernières convocations, il fait son retour en sélection bulgare à l'occasion de la liste des convoqués pour les matchs contre le Danemark et la République tchèque prévus les 12 et 16 octobre 2012.
Au début de février 2014, il retrouve un club en signant dans son pays d'origine au Levski Sofia. En juin 2015, libre de tout contrat, il rejoint le Partizan Belgrade.
Libre depuis son départ de Lausanne Sport en octobre 2017, Valeri Bojinov s'engage en février 2018 avec le club croate du HNK Rijeka pour une durée de six mois, plus deux ans en option.
Le 7 février 2019, Bojinov quitte le Botev Vratsa et rejoint le Levski Sofia. Un an plus tard, il rejoint Pescara en Serie B, alors qu'il devait initialement rejoindre Catane. Il signe un contrat de trois mois devant lui rapporter 100.000€.

## Statistiques
| Saison    | Club            | Division        | Pays       | Championnat          | Coupe d'Europe    |
| --------- | --------------- | --------------- | ---------- | -------------------- | ----------------- |
| 2001-2002 | US Lecce        | Serie A         | Italie     | 2 matches            |                   |
| 2002-2003 | US Lecce        | Serie B         | Italie     | 15 matches / 2 buts  |                   |
| 2003-2004 | US Lecce        | Serie A         | Italie     | 28 matches / 3 buts  |                   |
| 2004-2005 | US Lecce        | Serie A         | Italie     | 20 matches / 11 buts |                   |
| 2004-2005 | ACF Fiorentina  | Serie A         | Italie     | 9 matches / 2 buts   |                   |
| 2005-2006 | ACF Fiorentina  | Serie A         | Italie     | 27 matches / 6 buts  |                   |
| 2006-2007 | Juventus Turin  | Serie B         | Italie     | 18 matches / 5 buts  |                   |
| 2007-2008 | Manchester City | Premier League  | Angleterre | 3 matches            |                   |
| 2008-2009 | Manchester City | Premier League  | Angleterre | 8 matches            |                   |
| 2009-2010 | Parme FC        | Serie A         | Italie     | 30 matches / 8 buts  |                   |
| 2010-2011 | Parme FC        | Serie A         | Italie     | 16 matches / 2 buts  |                   |
| 2011-2012 | Sporting CP     | Liga Zon Sagres | Portugal   | 8 matches / 2 buts   | 5 matches / 1 but |
| 2011-2012 | US Lecce        | Serie A         | Italie     | 10 matches / 1 but   |                   |
| 2012-2013 | Hellas Verona   | Serie B         | Italie     | /                    | /                 |

## Sélection nationale
Sans jamais avoir joué un match avec les A, il est sélectionné pour l'Euro 2004 mais la Bulgarie est éliminée dès le 1er tour.
Il totalise 43 sélections et 6 buts.

## Palmarès
- Championnat d'Italie, serie B : 2007
- Championnat de Serbie : 2017